# Tumult krakowski 1574
Tumult krakowski 1574 – wydarzenia z 1574 roku zapoczątkowane przez katolików, głównie studentów Akademii Krakowskiej oraz plebs krakowski, zakończone splądrowaniem i zburzeniem budynku zboru ewangelickiego – Brogu.

## Przebieg
W niedzielę, 10 października 1574 roku w świątyni ewangelickiej, zwanej Brogiem przy ulicy św. Jana, odbywał się ślub. Nabożeństwu odprawianemu przez ks. Pawła Gilowskiego przypatrywał się katolicki żak, któremu nie spodobało się pominięcie w tekście roty przysięgi Maryi i świętych. Skrzyknął innych studentów, zapoczątkowując nocny atak na kościół, do którego przyłączyli się później także mieszczanie wyznania katolickiego i plebs miejski. Trzy dni szturmowano Bróg, a po jego zdobyciu dokonano dewastacji budynku i grabieży ruchomości, w tym przechowywanych tamże depozytów protestanckiej szlachty. Między innymi Stanisław Iwan Karniński stracił 3000 zł, a Rafał Leszczyński 40 000.
Kronika zboru tak opisuje te wydarzenia:

(...) wyuzdane na wszytko złe studentów i do nich się wielkim tłumem przywięzujących hultajów swawoleństwo za podpuszczeniem księży, rozruch i wielki tumult w Krakowie mieście uczyniwszy (...) gwałtem wielkim dobywszy się do zboru, wszystko zarazem złośliwą hultajstwa onego ręką popsowano (...) szlachcie i różnym panom, którzy tam depozyty swoje od złota, srebra, szat, pieniędzy mieli, wszystko pobrano.

W tumulcie zginęło dwóch ewangelików, a ksiądz Gilowski ratował się ucieczką przed gradem kamieni. Na krakowskim rynku palono pisma protestantów oraz ich przywileje.
Przeprowadzone później dochodzenie wykazało, że w tumulcie wzięli udział także ludzie działacza kontrreformacji, Olbrachta Łaskiego. Kilku dosięgła kara – 26 października przed ratuszem krakowskim ścięto pięciu plebejskich uczestników zajść, murarzy i cieśli, ale nikogo ze studentów.
Katolicki kardynał, Stanisław Hozjusz, wychwalał natomiast uczestników zajść, stwierdzając:

Czego nie śmiał ani król, ani biskupi to zrobić się ośmielili studenci akademii krakowskiej, godni wiekuistej pamięci, których chwałę cały Kościół sławić będzie. Karać ich za to, byłoby ściągać na cały kraj pomstę Bożą, raczej nagrodzić należy i starać się z całych sił, aby na miejsce zniszczonego Brogu żadna nie powstała synagoga szatana.

Kilka miesięcy później, 24 czerwca 1575 roku, miał miejsce jeszcze tzw. „tumult cmentarny”, kiedy to gawiedź krakowska wykopała zwłoki wojewody krakowskiego, ewangelika Stanisława Myszkowskiego oraz innych osób. Uczestnicy zajść włóczyli je po mieście i stawiali pod murem nogami do góry.